# Tap Shek Kok
Tap Shek Kok (kinesiska: 踏石角) är en udde i Hongkong (Kina). Den ligger i den nordvästra delen av Hongkong.
Terrängen inåt land är kuperad åt nordost, men åt sydväst är den platt. Havet är nära Tap Shek Kok åt sydväst.  Närmaste större samhälle är Tsuen Wan, 19,4 km öster om Tap Shek Kok. 